# Caulanthus inflatus

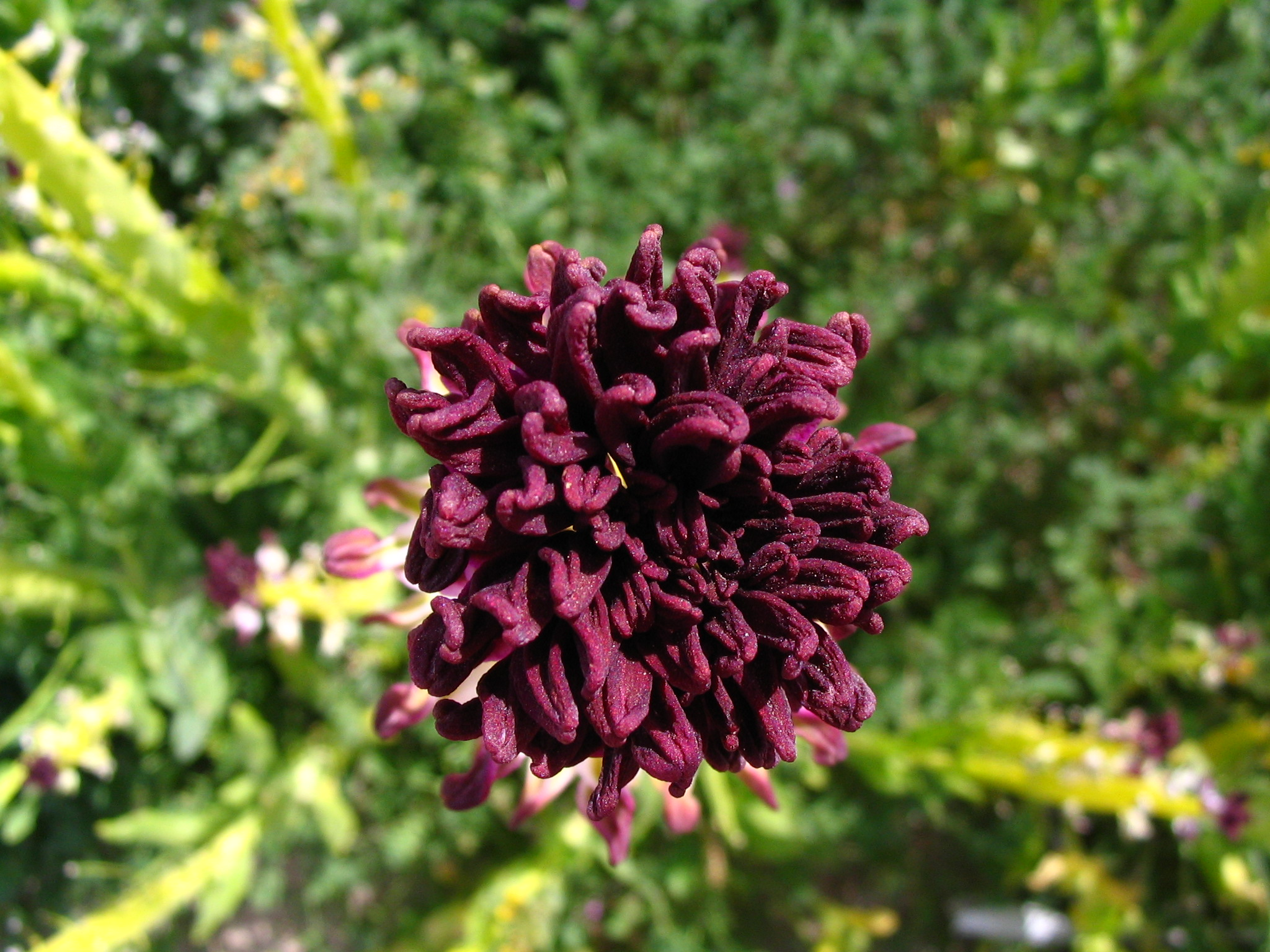
Detalle de la flor

Caulanthus inflatus es un especie de planta herbácea perteneciente a la familia Brassicaceae. Es nativa del desierto de Mojave en el suroeste de los Estados Unidos, donde se encuentra en elevaciones de entre 150 y 1500 m s. n. m.

## Descripción
Es una planta anual que alcanza un altura de hasta 70 cm, con un tallo grueso e hinchado que parece una vela amarilla. Las hojas basales tienen  2-7 cm de largo, más pequeñas cuanto más altas en el tallo. Las flores son pequeñas, de color rojizo con cuatro pétalos de color púrpura. 

## Taxonomía
Caulanthus inflatus fue descrita por Sereno Watson  y publicado en Proceedings of the American Academy of Arts and Sciences 17: 364–365. 1882.
Etimología
Caulanthus: nombre genérico que deriva del griego antiguo kaulos = "tallo"  y anthos = "flor", en referencia a la  inserción de las flores a lo largo del tallo.
inflatus: epíteto latino que significa "hinchada".
Sinonimia
- Streptanthus inflatus (S. Watson) Greene	[3]